# Campeonato Asiático de Hockey sobre Patines
El Campeonato Asiático de Hockey sobre Patines es una competición de hockey sobre patines con la participación de selecciones del continente asiático, que se celebra bienalmente. La competición la organiza Word Skate Asia, entidad sucesora de la Confederación Asiática de Patinaje (CARS).
Se disputa dentro de los Campeonatos Asiáticos de Patinaje junto a las otras modalidades de este deporte, en categoría masculina desde su primera edición de 1985 y en categoría femenina desde la séptima en 1997. También desde 1997 se disputa esporádicamente la categoría junior masculina.
Tuvo como antecedente las fases de clasificación para el Campeonato Mundial de Hockey sobre Patines que organizó la FIRS. En 1964 Japón se clasificó para disputar el Mundial de Barcelona tras derrotar a Corea del Sur. En 1967 se formó un grupo denominado "Asia-Pacífico" en el que Japón se impuso a Nueva Zelanda y Australia, clasificándose los dos primeros para disputar el Mundial de Oporto en 1968. En 1978 Japón se clasificó para disputar el Mundial de San Juan tras derrotar a India.

## Resultados masculinos

### Campeonatos
| Edición  | Año  | Sede      | Equipos |             | Campeón | Final Resultado | Subcampeón |       | Tercer lugar | Resultado | Cuarto lugar |
| I        | 1985 | Okaya     | 2       | Japón       |         | India           |            |       |              |           |              |
| II       | 1987 | Suwon     | 6       | Macao(3)    | Lig.    | India           | Japón      | Lig.  | Taiwán       |           |              |
| III      | 1989 | Hangzhou  | 8       | China       | Lig.    | Macao           | India      | Lig.  | Japón        |           |              |
| IV       | 1991 | Macao     | 7       | Macao       | Lig.    | China           | Japón      | Lig.  | India        |           |              |
| VI (1)   | 1995 | Nagano    | 7       | Japón       | Lig.    | Macao           | China      | Lig.  | Corea Sur    |           |              |
| VII      | 1997 | Gangneung | 7       | Macao       | Lig.    | Japón           | India      | Lig.  | Pakistán     |           |              |
| VIII     | 1999 | Shanghái  | 8       | Japón       | Lig.    | Corea Norte     | Macao      | Lig.  | India        |           |              |
| IX       | 2001 | Taichung  | 6       | Corea Norte | Lig.    | Macao(3)        | Japón      | Lig.  | India        |           |              |
| X        | 2004 | Akita     | 6       | Macao       | Lig.    | Japón           | Australia  | Lig.  | Taiwán       |           |              |
| XI       | 2005 | Jeonju    | 6       | Macao       | Lig.    | Japón           | India      | Lig.  | Taiwán       |           |              |
| XII      | 2007 | Calcuta   | 5       | Macao       | 4 : 3   | Japón           | India      | 9 : 4 | Pakistán     |           |              |
| XIII (2) | 2009 | Dalian    | 4       | Macao       | Lig.    | Japón           | India      | Lig.  | Taiwán       |           |              |
| XIV (2)  | 2010 | Kaohsiung | 3       | Japón       | 3 : 1   | Taiwán          | India      | ---   | ---          |           |              |
| XV       | 2012 | Hefei     | 4       | Macao       | Lig.    | India           | Australia  | Lig.  | Taiwán       |           |              |
| XVI      | 2014 | Haining   | 4       | Macao       | 13 : 3  | Taiwán          | Japón      | 5 : 1 | India        |           |              |
| XVII     | 2016 | Lishui    | 4       | Macao       | Lig.    | India           | Taiwán     | Lig.  | Japón        |           |              |
| XVIII    | 2018 | Namwon    | 7       | Australia   | Lig.    | Macao           | Japón      | Lig.  | India        |           |              |
| XIX      | 2023 | Beidaihe  | 7       | Taiwán      | Lig.    | Australia       | Macao      | Lig.  | India        |           |              |
| XX       | 2025 | Jecheon   | 7       | Taiwán      | Lig.    | India           | Macao      | Lig.  | Japón        |           |              |

(1) En el V Campeonato Asiático de Patinaje de 1993, no se disputó la modalidad de Hockey sobre patines.
(2) El XIII Campeonato Asiático de Patinaje se celebró en Dalian a finales de 2009, si bien las competiciones en la modalidad de Hockey sobre patines se retrasaron hasta los primeros días de enero de 2010. Posteriormente la CARS decidió que en lo sucesivo los campeonatos se disputarían en los años pares, con lo cual el XIV Campeonato se celebró en Kaohsiung a finales de ese mismo año. Por esa razón dentro del año 2010 se disputaron dos campeonatos asiáticos de hockey sobre patines.
(3) La ciudad de Macao fue una colonia de Portugal hasta el 20 de diciembre de 1999, pasando a partir de esa fecha a integrarse en la República Popular China como Región administrativa especial. Pese a ello siempre ha mantenido sus propias selecciones nacionales en varios deportes.

### Medallero histórico/participaciones
| Núm. | País            | Oro | Plata | Bronce | Total |
| ---- | --------------- | --- | ----- | ------ | ----- |
| 1    | Macao           | 10  | 4     | 3      | 17    |
| 2    | Japón           | 4   | 5     | 5      | 14    |
| 3    | Taiwán          | 2   | 2     | 1      | 5     |
| 4    | Australia       | 1   | 1     | 2      | 4     |
| 5    | China           | 1   | 1     | 1      | 3     |
| 6    | Corea del Norte | 1   | 1     | 0      | 2     |
| 7    | India           | 0   | 5     | 6      | 11    |
| 8    | Corea del Sur   | 0   | 0     | 0      | 0     |
| -    | Hong Kong       | 0   | 0     | 0      | 0     |
| -    | Nueva Zelanda   | 0   | 0     | 0      | 0     |
| -    | Pakistán        | 0   | 0     | 0      | 0     |

| Part. | Primera | Última |
| ----- | ------- | ------ |
| 17    | 1987    | 2025   |
| 18    | 1985    | 2025   |
| 17    | 1987    | 2025   |
| 4     | 2004    | 2023   |
| 9     | 1991    | 2025   |
| 2     | 1999    | 2001   |
| 19    | 1985    | 2025   |
| 8     | 1987    | 2005   |
| 4     | 1987    | 2025   |
| 3     | 2018    | 2025   |
| 7     | 1989    | 2007   |

## Resultados femeninos

### Campeonatos
| Edición  | Año  | Sede      | Equipos |           | Campeón | Final Resultado | Subcampeón |        | Tercer lugar | Resultado | Cuarto lugar |
| VII (1)  | 1997 | Gangneung | 4       | Japón     | Lig.    | Macao (3)       | India      | Lig.   | Taiwán       |           |              |
| VIII     | 1999 | Shanghái  | 4       | Japón     |         | China           | India      |        | Taiwán       |           |              |
| IX       | 2001 | Taichung  | 4       | Japón     |         | China           | India      |        | Taiwán       |           |              |
| X        | 2004 | Akita     | 3       | Japón     | Lig.    | Taiwán          | India      | Lig.   | -            |           |              |
| XI       | 2005 | Jeonju    | 4       | Taiwán    | Lig.    | India           | Japón      | Lig.   | Macao (3)    |           |              |
| XII      | 2007 | Calcuta   | 3       | India     | Lig.    | Japón           | Macao      | Lig.   | -            |           |              |
| XIII (2) | 2009 | Dalian    | 4       | India     | Lig.    | Japón           | Taiwán     | Lig.   | Macao        |           |              |
| XIV (2)  | 2010 | Kaohsiung | 3       | Taiwán    | 4 : 1   | India           | Japón      | ---    | -            |           |              |
| XV       | 2012 | Hefei     | 3       | India     | Lig.    | Taiwán          | Macao      | Lig.   | -            |           |              |
| XVI      | 2014 | Haining   | 3       | India     | Lig.    | Japón           | Taiwán     | Lig.   | -            |           |              |
| XVIII    | 2018 | Namwon    | 3       | India     | Lig.    | Japón           | China      | Lig.   | -            |           |              |
| XIX      | 2023 | Beidaihe  | 5       | Australia | 4 ː 3   | Japón           | India      | 10 ː 2 | N. Zelanda   |           |              |
| XX       | 2025 | Jecheon   | 7       | India     | Lig.    | Japón           | Australia  | Lig.   | N. Zelanda   |           |              |

(1) El campeonato  no se disputó la modalidad femenina de Hockey sobre patines hasta la séptima edición de 1997. Tras disputarse consecutivamente en las diez ediciones posteriores, tampoco tuvo lugar en la decimoséptima edición de 2016.
(2) El XIII Campeonato Asiático de Patinaje se celebró en Dalian a finales de 2009, si bien las competiciones en la modalidad de Hockey sobre patines se retrasaron hasta los primeros días de enero de 2010. Posteriormente la CARS decidió que en lo sucesivo los campeonatos se disputarían en los años pares, con lo cual el XIV Campeonato se celebró en Kaohsiung a finales de ese mismo año. Por esa razón dentro del año 2010 se disputaron dos campeonatos asiáticos de hockey sobre patines.
(3) La ciudad de Macao fue una colonia de Portugal hasta el 20 de diciembre de 1999, pasando a partir de esa fecha a integrarse en la República Popular China como Región administrativa especial. Pese a ello siempre ha mantenido sus propias selecciones nacionales en varios deportes.

### Medallero histórico/participaciones
| Núm. | País          | Oro | Plata | Bronce | Total |
| ---- | ------------- | --- | ----- | ------ | ----- |
| 1    | India         | 6   | 2     | 5      | 13    |
| 2    | Japón         | 4   | 6     | 2      | 12    |
| 3    | Taiwán        | 2   | 2     | 2      | 6     |
| 4    | Australia     | 1   | 0     | 1      | 2     |
| 5    | China         | 0   | 2     | 1      | 3     |
| 6    | Macao         | 0   | 1     | 2      | 3     |
| 7    | Nueva Zelanda | 0   | 0     | 0      | 0     |
| 8    | Hong Kong     | 0   | 0     | 0      | 0     |

| Part. | Primera | Última |
| ----- | ------- | ------ |
| 13    | 1997    | 2025   |
| 12    | 1997    | 2025   |
| 9     | 1997    | 2014   |
| 2     | 2023    | 2025   |
| 5     | 1999    | 2025   |
| 7     | 1997    | 2025   |
| 2     | 2023    | 2025   |
| 1     | 2025    | 2025   |

## Resultados masculinos júnior

### Campeonatos
| Edición | Año  | Sede      | Equipos |        | Campeón | Final Resultado | Subcampeón |      | Tercer lugar | Resultado | Cuarto lugar |
| VII     | 1997 | Gangneung | 5       | Macao  | Lig.    | Australia       | Pakistán   | Lig. | Japón        |           |              |
| XVI     | 2014 | Haining   | 3       | Taiwán |         | India           | Macao      |      | -            |           |              |
| XX      | 2025 | Jecheon   | 6       | India  | Lig.    | Taiwán          | Macao      | Lig. | N. Zelanda   |           |              |

### Medallero histórico
| Núm. | País          | Oro | Plata | Bronce | Total |
| ---- | ------------- | --- | ----- | ------ | ----- |
| 1    | India         | 1   | 1     | 0      | 2     |
| -    | Taiwán        | 1   | 1     | 0      | 2     |
| 2    | Macao         | 1   | 0     | 2      | 3     |
| 4    | Australia     | 0   | 1     | 0      | 1     |
| 5    | Pakistán      | 0   | 0     | 1      | 1     |
| 6    | China         | 0   | 0     | 0      | 0     |
| -    | Japón         | 0   | 0     | 0      | 0     |
| -    | Nueva Zalanda | 0   | 0     | 0      | 0     |

| Part. | Primera | Última |
| ----- | ------- | ------ |
| 2     | 2014    | 2025   |
| 2     | 2014    | 2025   |
| 3     | 1997    | 2025   |
| 2     | 1997    | 2025   |
| 1     | 1997    | 1997   |
| 2     | 1997    | 2025   |
| 1     | 1997    | 1997   |
| 1     | 2025    | 2025   |